# Tropidocephala zeno
Tropidocephala zeno är en insektsart som beskrevs av Ronald Gordon Fennah 1988. Tropidocephala zeno ingår i släktet Tropidocephala och familjen sporrstritar. Inga underarter finns listade i Catalogue of Life.